# خیابان النجمه

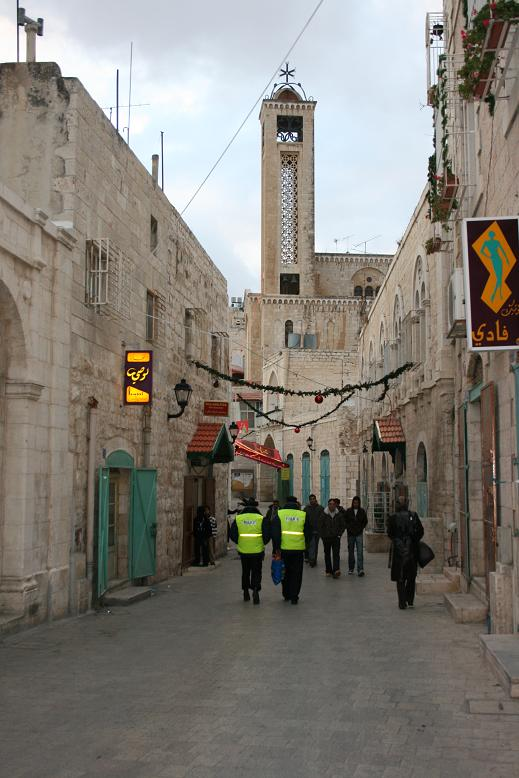
نمایش بخشی از خیابان النجمه در شب کریسمس ۲۰۰۸

خیابان النجمه (عربی: شارع النجمة) یکی از قدیمی‌ترین خیابان‌های تجاری در بیت‌لحم است که بخش شمالی شهر قدیمی با بخش جنوبی را متصل می‌کند. بیشتر ساختمان‌ها در خیابان در قرن نوزدهم ساخته شده‌اند. قبل از شروع قیام دوم سال ۲۰۰۱، در خیابان ۹۸ مغازه وجود داشت. با توجه به کاهش شدید در بخش گردشگری در بیت‌لحم به علت خشونت، تقریباً نیمی از مغازه‌ها بسته شد. با این حال، در سال ۲۰۰۸، تعداد مغازه‌ها به ۶۳ افزایش یافت. موزه «بیتنا التلحمی» در کنار خیابان واقع شده‌است.